# 3. Jägerbrigade
Die 3. Jägerbrigade (Brigade Schnelle Kräfte) ist eine Brigade des Österreichischen Bundesheeres und besteht aus Bataillonen verschiedener Waffengattungen in Niederösterreich, im Burgenland und in der Steiermark. Die Brigade wurde im Zuge der Bundesheerreform 2019 am 1. Oktober 2018 aus den Verbänden des Kommando Schnelle Einsätze gebildet, welches zuvor aus der 3. Panzergrenadierbrigade aufgestellt wurde. Das Kommando des Verbandes befindet sich in Mautern an der Donau.

## Geschichte

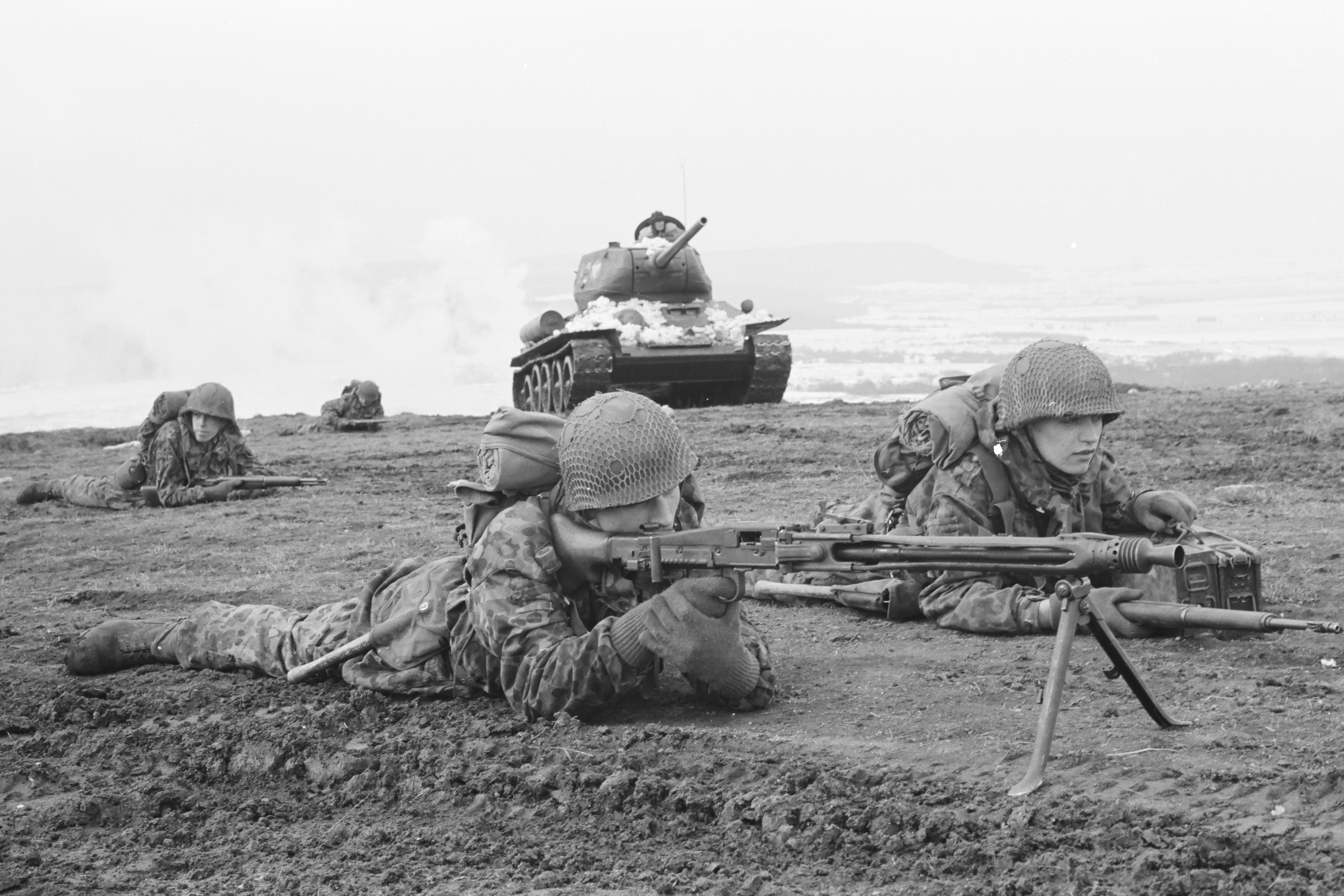
Infanteristen mit MG, im Hintergrund ein T34 des Bundesheeres, 1958

Die 3. Jägerbrigade wurde am 1. September 1956 als 3. motorisierte (Infanterie-) Brigade in Wien aufgestellt. Zu der Einheit gehörten das Bataillon 9, das Infanteriebataillon 10 und die Brigadeartillerieabteilung 3. Im Oktober 1956 erfolgte die Verlegung nach Krems an der Donau. Ein Jahr später besetzte die Brigade die Raab-Kaserne in Mautern an der Donau, wo das Kommando noch heute stationiert ist.
Die ersten gepanzerten Fahrzeuge waren russische Kampfpanzer vom Typ T-34, später folgten amerikanische Kampfpanzer der Typen M47 und M60.

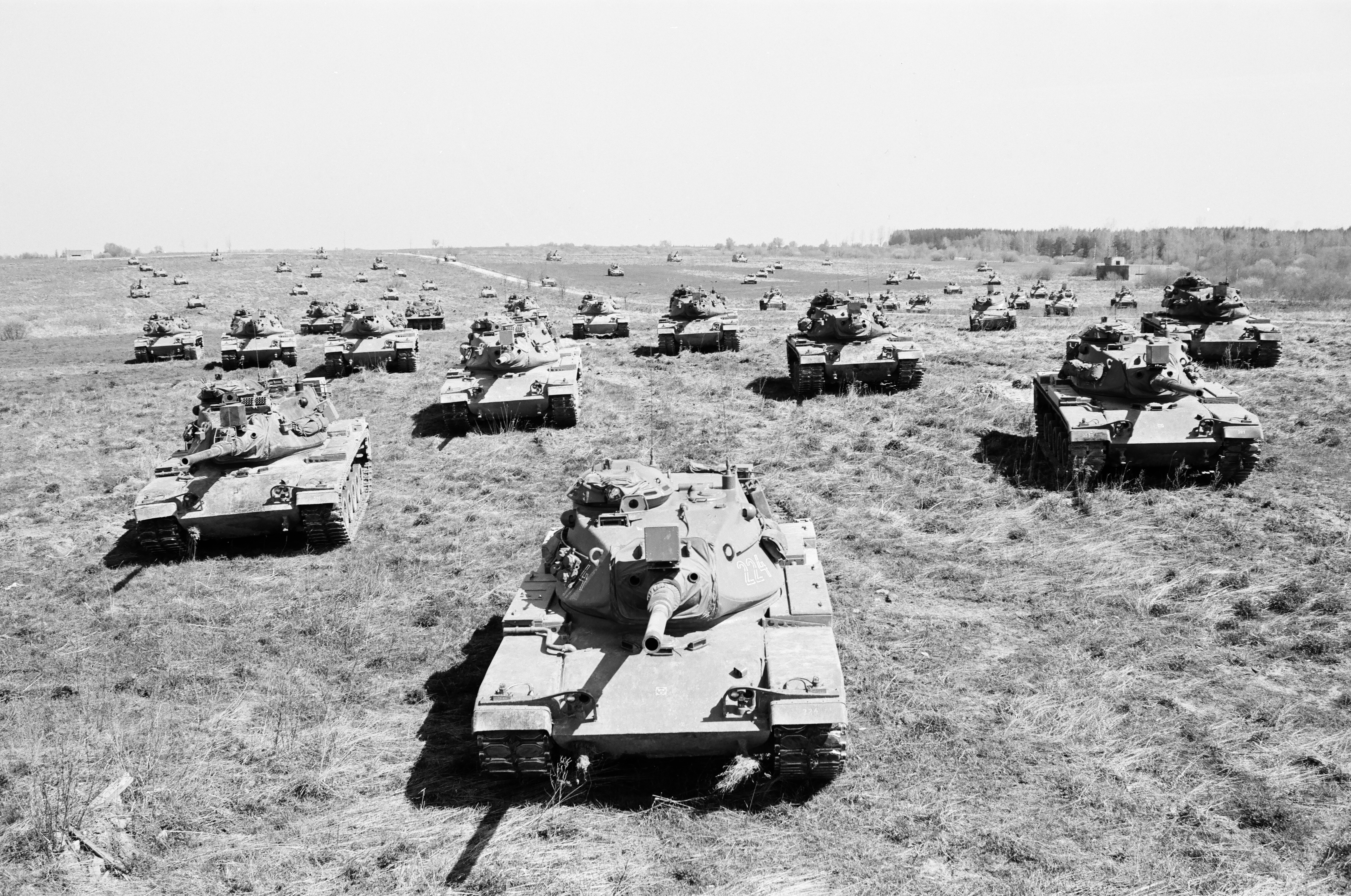
Österreichische M60A3 bei einer Übung auf dem Truppenübungsplatz Allentsteig

### 3. Panzergrenadierbrigade
Am 1. Jänner 1963 erfolgte die Umgliederung in die 3. Panzergrenadierbrigade mit dem Brigadekommando und dem Panzerstabsbataillon 3 in Mautern an der Donau, dem Panzergrenadierbataillon 9 in Horn und Weitra, dem Panzerbataillon 10 in St. Pölten-Spratzern und dem Panzerartilleriebataillon 3 in Allentsteig.
In den 1970er wurde die Brigade der 1. Panzergrenadierdivision unterstellt.
1998 wurde das St. Pöltner Panzerbataillon 10 an die 4. Panzergrenadierbrigade (Standort: Linz-Ebelsberg) abgegeben. Dafür erhielt die Brigade das Panzerbataillon 33 in Zwölfaxing und das Aufklärungsbataillon 3 in Mistelbach.
In dieser Zeit wurden auch die Kampfpanzer vom Typ Leopard 2 A4 angeschafft und die ersten weiblichen Rekruten wurden ausgebildet.
Das Verbandsabzeichen der 3. Panzergrenadierbrigade war ein goldgefasster schwarzer Halbrundschild mit weißem Kreuz. Im darüber liegenden Schildhaupt befand sich ein weißer Schriftzug mit dem Namen des Verbandes. Links oben befand sich ein weißes vierblättriges Kleeblatt, welches die vier Viertel Niederösterreichs symbolisiert.

### Kommando Schnelle Einsätze
Als Konsequenz der Flüchtlingskrise 2015 kam es beim Bundesheer einerseits zu einer Aufstockung der Verbände und andererseits zu einer weiteren Spezialisierung und Neugliederung. Für die 3. Panzergrenadierbrigade hatte dies zur Folge, dass sie im Rahmen dieser Bundesheerreform 2016 in das Kommando Schnelle Einsätze übergeführt wurde.
Dem dadurch neu entstandenen Verband wurde folgendes Aufgabengebiet im Auftragsspektrum des Bundesheeres zugeordnet:

„Der Verband ist rasch verfügbar und seine Soldaten sind spezialisiert auf den Einsatz im urbanen Gelände. Ihre Hauptaufgabe ist die Unterstützung der Abwehr terroristischer Bedrohungen und die Aufrechterhaltung der Sicherheit und Ordnung nach einer Terrorsituationen, in der mit den Sicherheitskräften nicht das Auslangen gefunden wird.“

Aufgrund dieser Spezialisierung auf Einsätze im urbanen Raum und Unterstützung bei der Terrorwabwehr erfolgte im Zuge der Überführung die Unterstellung des Kommandos Militärstreife und Militärpolizei und des Kommandos ABC-Abwehr. Im Gegenzug wurde das Panzergrenadierbataillon 35 an die 4. Panzergrenadierbrigade abgegeben.
Das neue Aufgabengebiet des Verbandes hatte auch zur Folge, dass einige der von der 3. Panzergrenadierbrigade übernommenen Bataillone umgerüstet werden mussten und neue Einheitsnamen erhielten:
- Aus dem bisherigen Panzerstabsbataillon 3 entstand das Stabsbataillon 3
- Das Aufklärungs- und Artilleriebataillon 3 wurde zum Aufklärungsbataillon 3.
- Das Panzerbataillon 33 wurde in das Jägerbataillon 33 umgegliedert.

### 3. Jägerbrigade
Mit Wirkung zum 1. Oktober 2018 wurde das Kommando Schnelle Einsätze aufgelöst und als Nachfolger die 3. Jägerbrigade aufgestellt.

## Gliederung
Die Brigade hat folgende Gliederung:
- Bundesministerium für Landesverteidigung, in Wien
  - Kommando Streitkräfte, in Graz
    - 3. Jägerbrigade (Brigade Schnelle Kräfte), in Mautern an der Donau[4]
      - Stabsbataillon 3, in Mautern an der Donau
      - Jägerbataillon 17, in Straß, mit Pandur EVO
      - Jägerbataillon 19, in Güssing, mit Pandur I
      - Jägerbataillon 33, in Zwölfaxing, mit Dingo 2
      - Aufklärungs- und Artilleriebataillon 3, in Mistelbach, mit Husar und M109 A5Ö
      - Pionierbataillon 3, in Melk

### Gliederung des Kommando Schnelle Einsätze
Das Kommando hatte zuletzt folgende Gliederung:
- Bundesministerium für Landesverteidigung und Sport in Wien
  - Kommando Landstreitkräfte in Wien
    - Streitkräfteführungskommando in Graz
      - Kommando Schnelle Einsätze
        - Stabsbataillon 3 in Mautern an der Donau
        - Jägerbataillon 33 in Zwölfaxing
        - Jägerbataillon 19 in Güssing
        - Aufklärungsbataillon 3 in Mistelbach
        - Pionierbataillon 3 in Melk und Mautern an der Donau
        - Kommando Militärstreife und Militärpolizei in Wien
        - Kommando ABC-Abwehr in Korneuburg

### Gliederung der 3. Panzergrenadierbrigade
Die Brigade hatte zuletzt folgende Gliederung:
- Bundesministerium für Landesverteidigung und Sport in Wien
  - Kommando Landstreitkräfte in Wien
    - Streitkräfteführungskommando in Graz
      - 3. Panzergrenadierbrigade
        - Panzerstabsbataillon 3 in Mautern an der Donau
        - Panzerbataillon 33 in Zwölfaxing
        - Panzergrenadierbataillon 35 in Großmittel
        - Jägerbataillon 19 in Güssing
        - Aufklärungs- und Artilleriebataillon 3 in Mistelbach
        - Pionierbataillon 3 in Melk und Mautern an der Donau

## Stärke und Bewaffnung
Der Großverband verfügt über Pionier-, Infanterie- (Jäger-), Aufklärungseinheiten und Artilleriekräfte.
Der Verband verfügt über folgende Waffen und Geräte:
- Maschinengewehr 74
- Sturmgewehr 77
- Scharfschützengewehr 69
- Pistole 80
- Panzerabwehrrohr 66/79
- Schwerer Granatwerfer 86
- Panzerabwehrlenkwaffe 2000
- Iveco LMV "Husar"
- Radpanzer Pandur

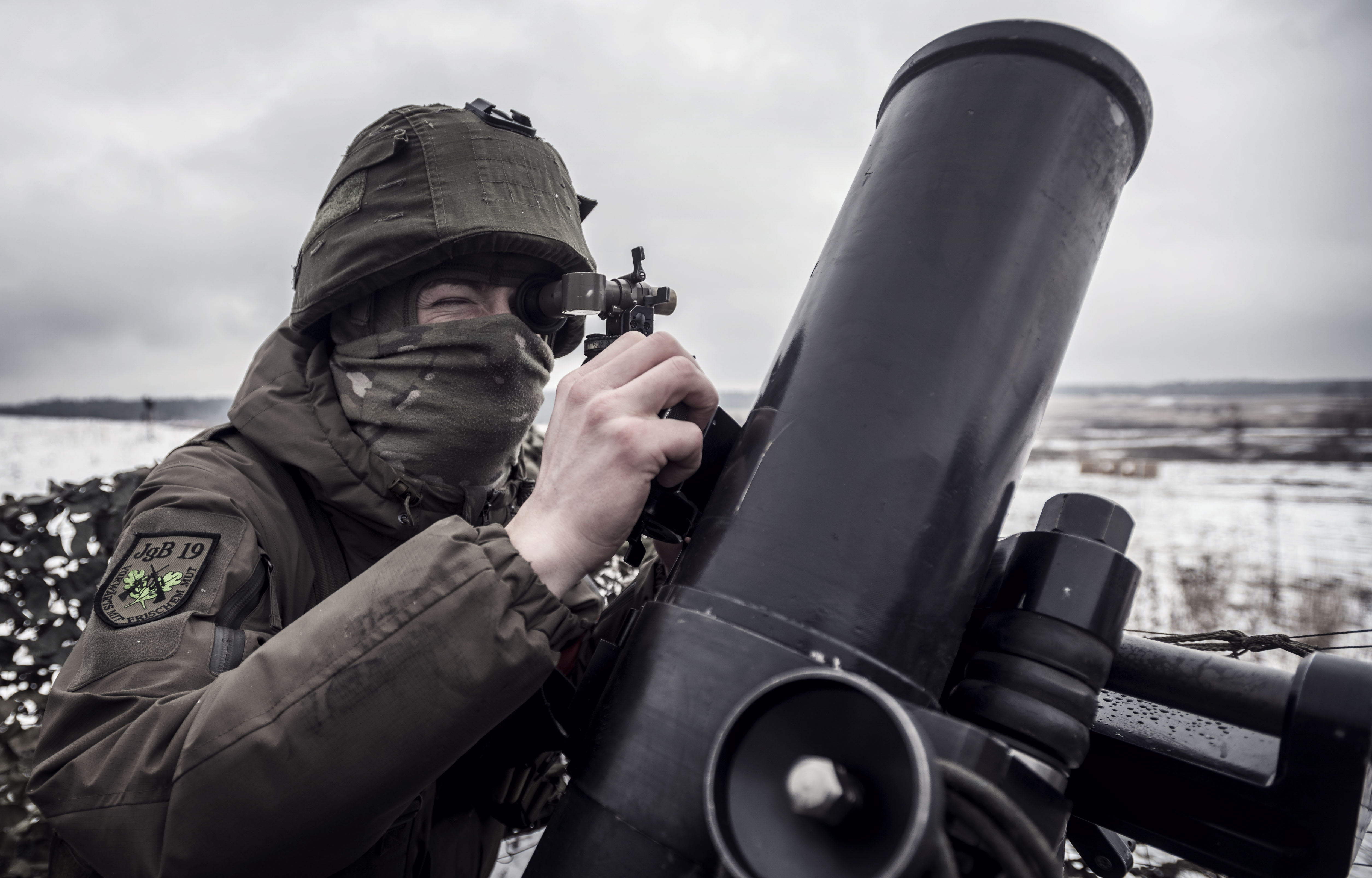
Soldat des Jägerbataillons 19 bei der Justierung des schweren Granatwerfers 86.
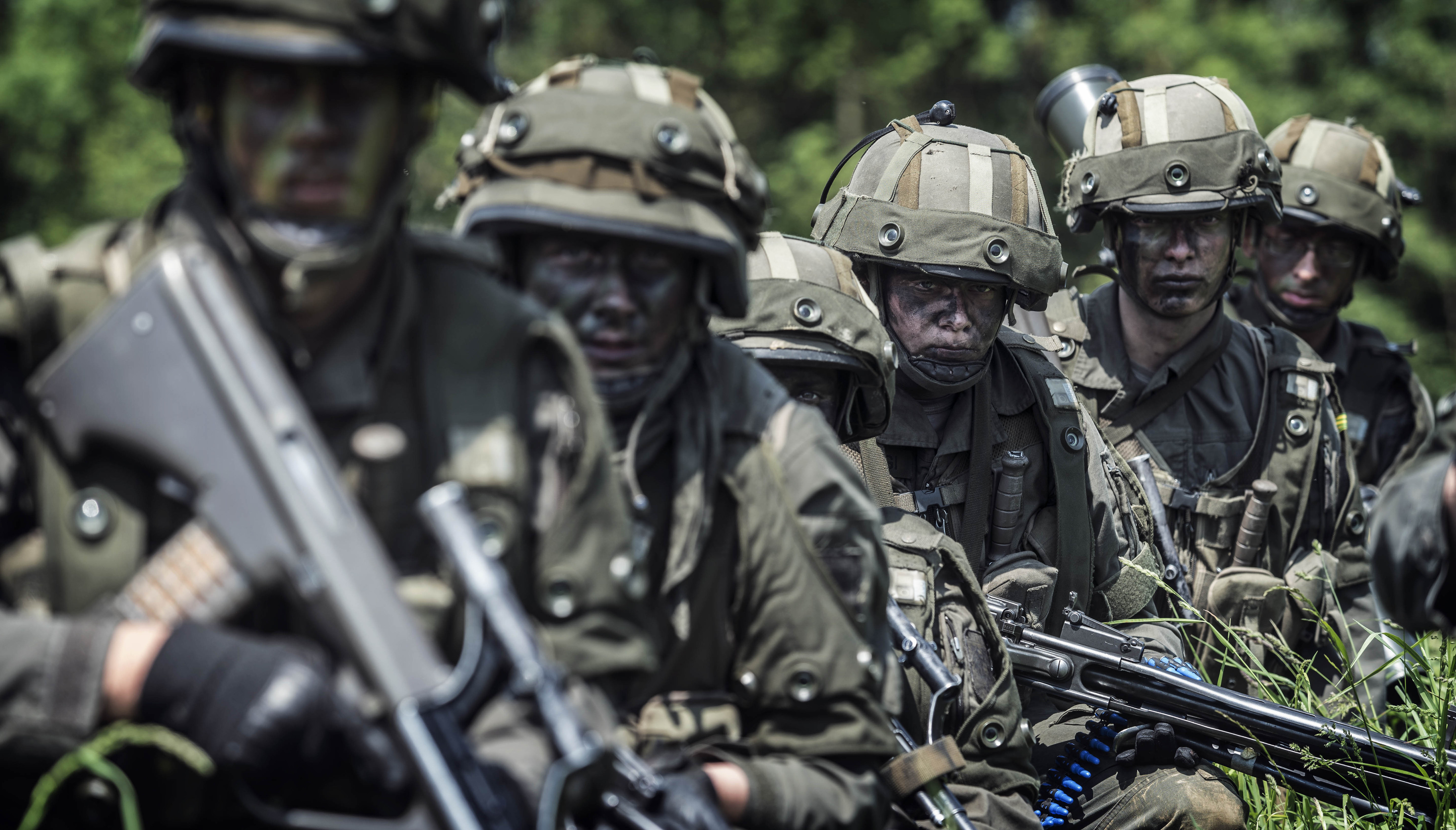
Infanteriegruppe des Bataillons mit dem Maschinengewehr 74.
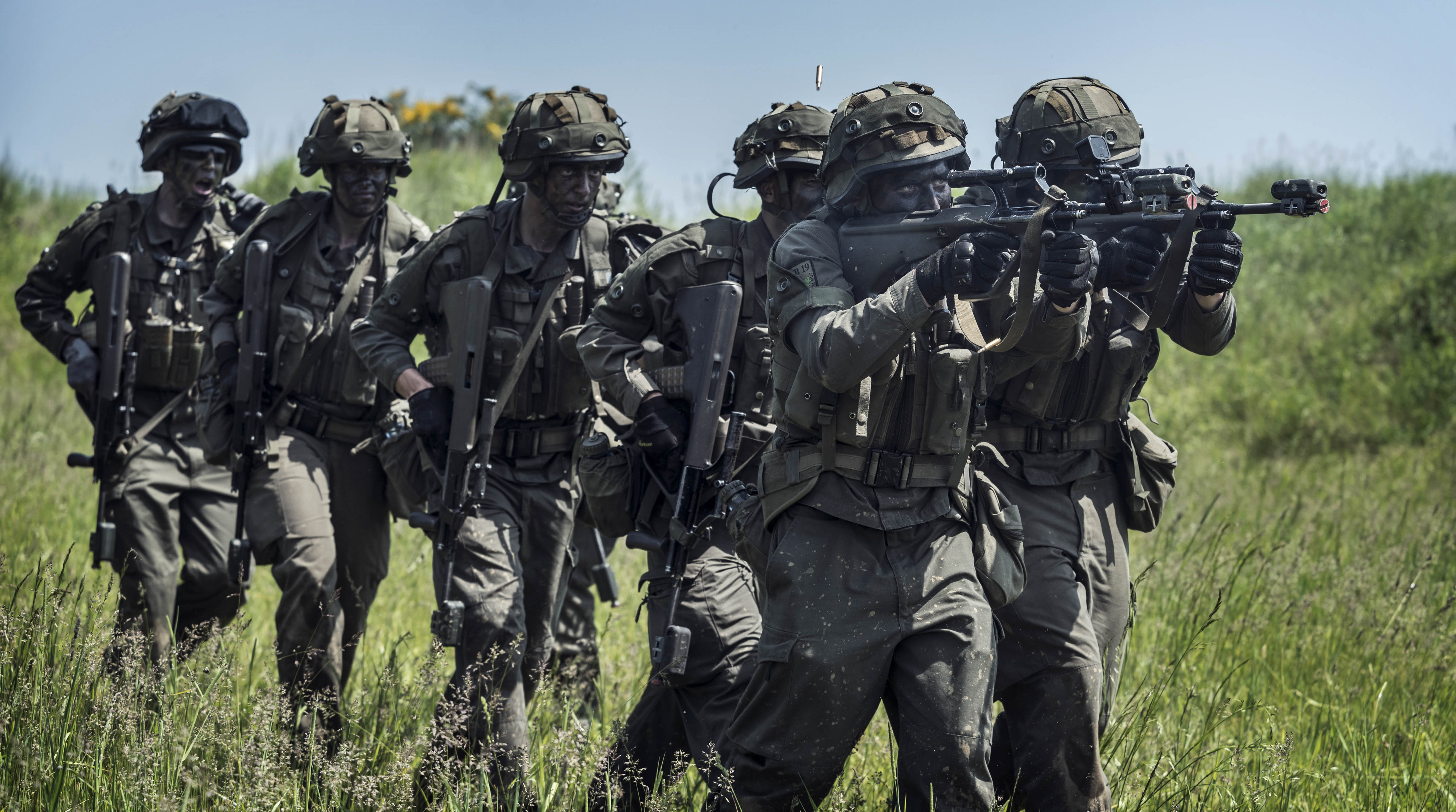
Soldaten des Jägerbataillons 19 mit dem Sturmgewehr 77.
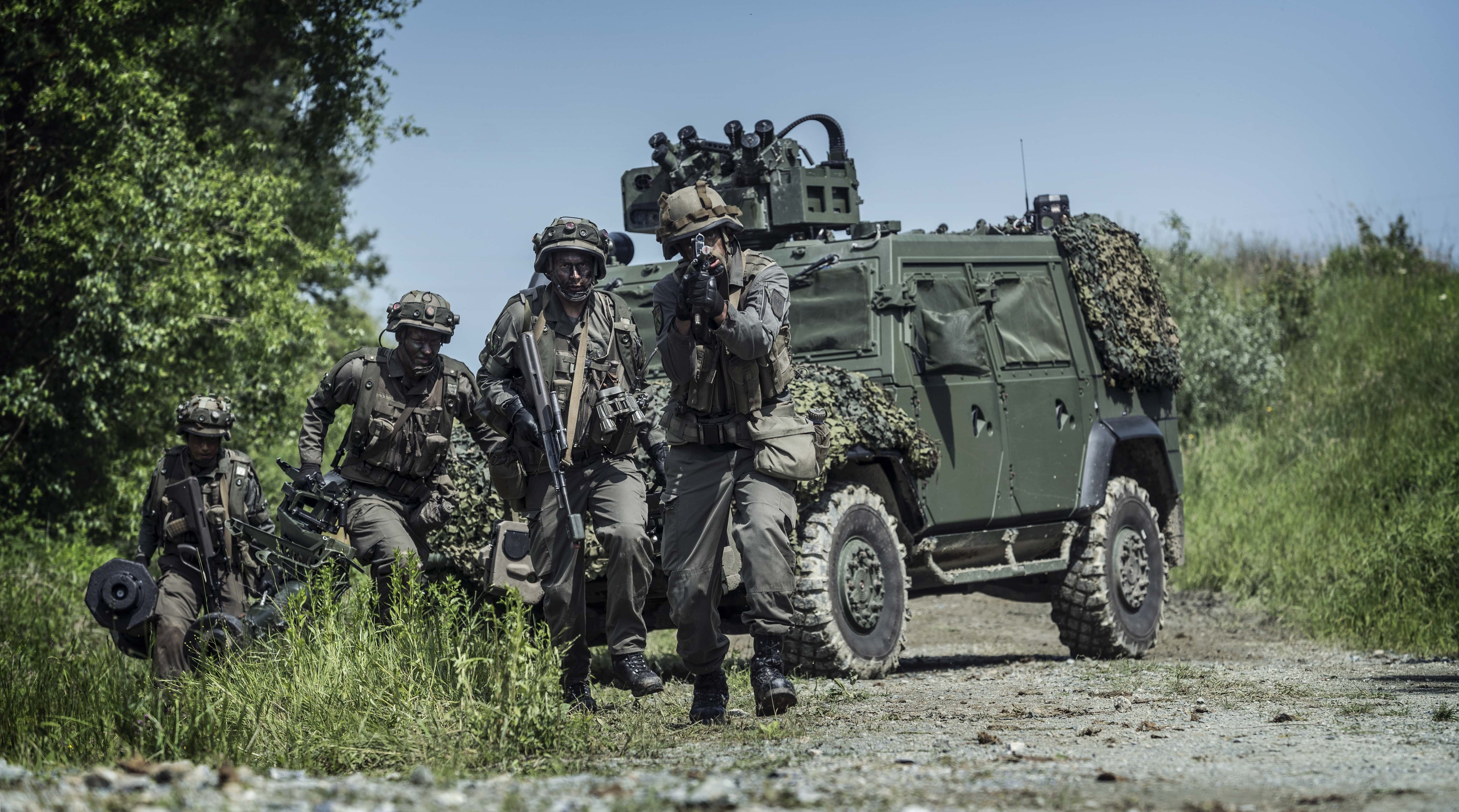
Soldaten des Bataillons mit der Panzerabwehrlenkwaffe 2000, dahinter ein Iveco LMV "Husar"
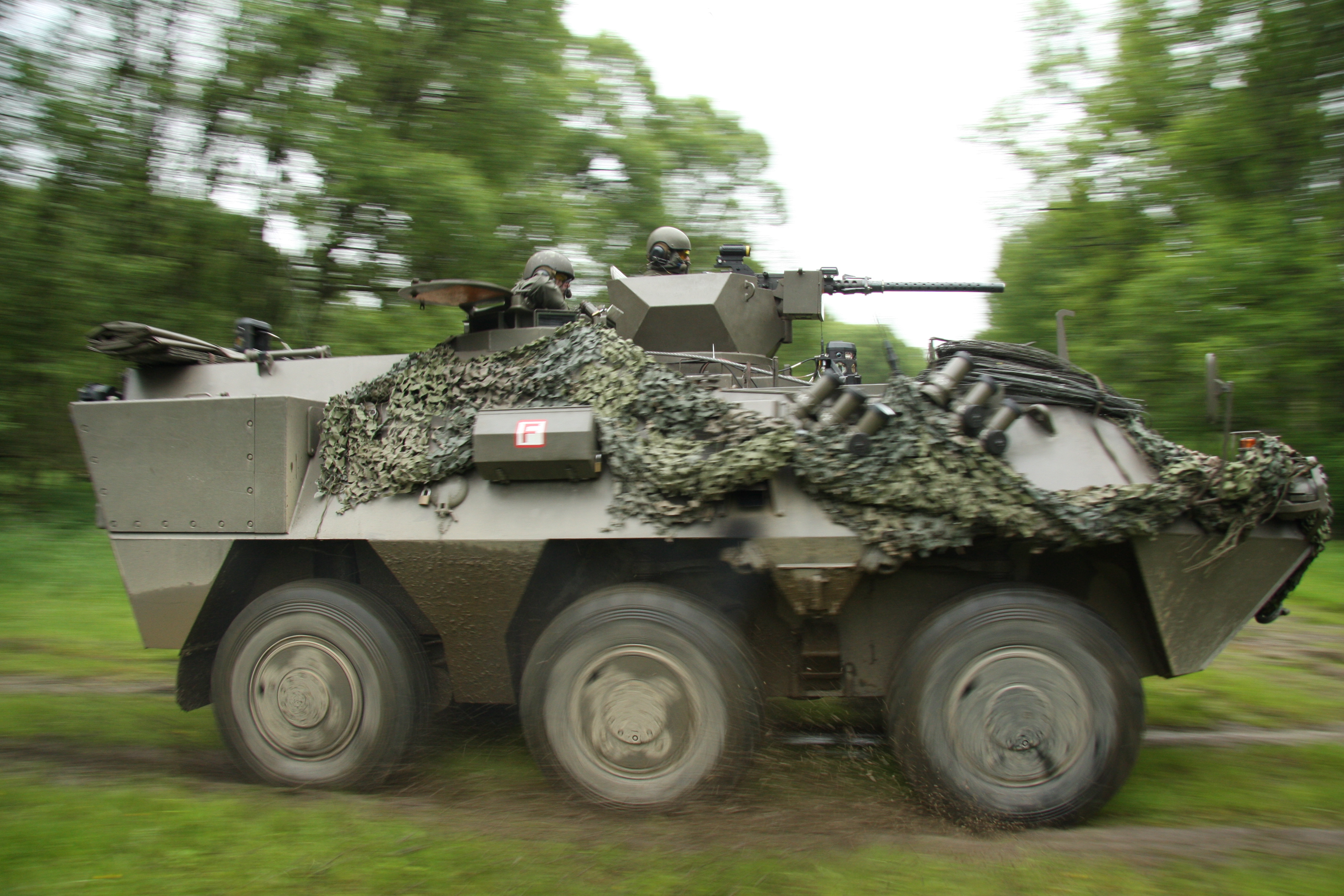
Radpanzer Pandur

### Bewaffnung der 3. Panzergrenadierbrigade
Der Großverband hatte neben den Kampf- und Schützenpanzern noch Pionier-, Infanterie- (Jäger-), Aufklärungs- und Artillerieeinheiten. Die Brigade verfügte über folgende Waffen und Geräte:
- Kampfpanzer Leopard 2A4
- Schützenpanzer Ulan
- Panzerhaubitze M109 A5O

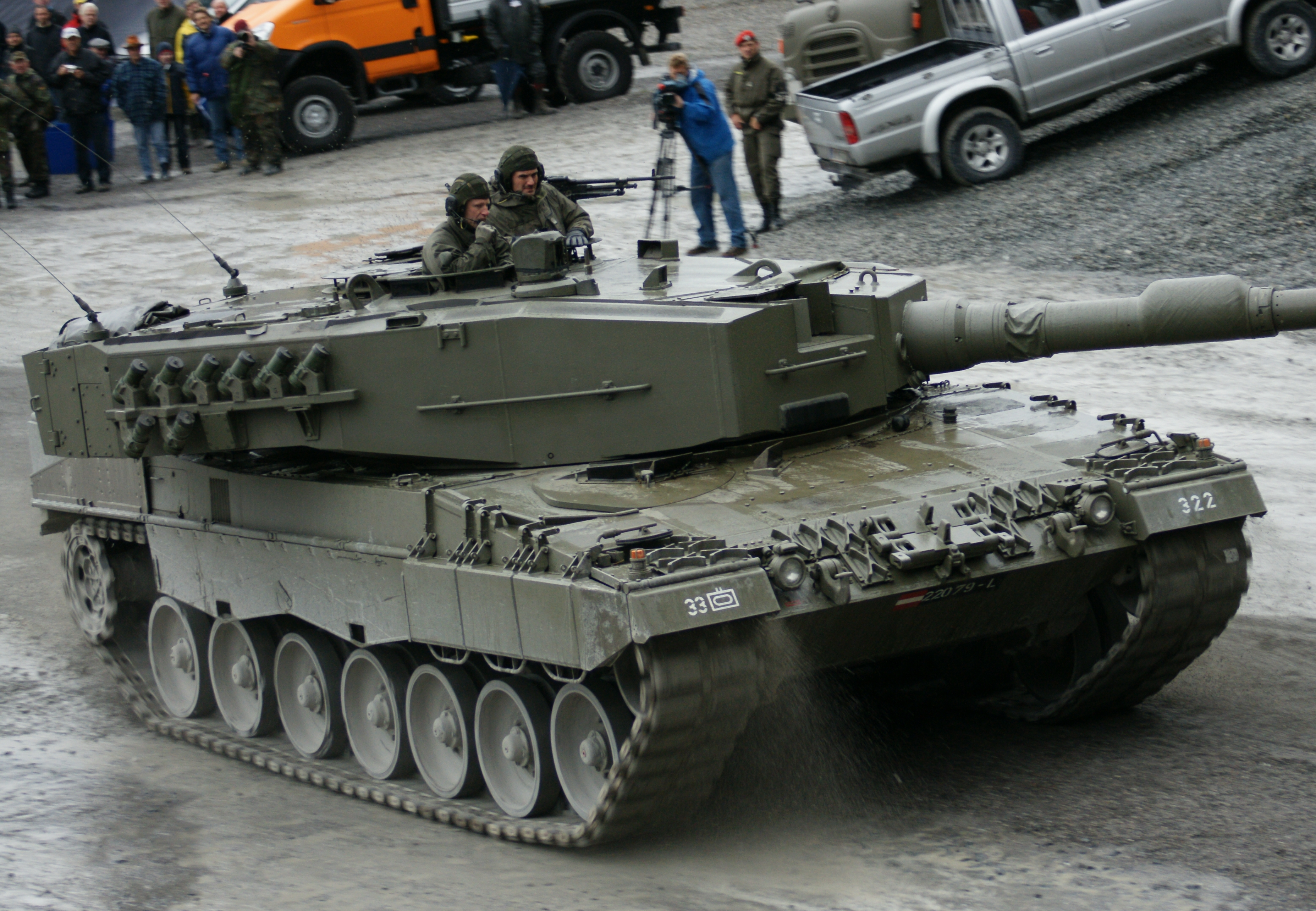
Kampfpanzer Leopard 2A4 des Panzerbataillons 33
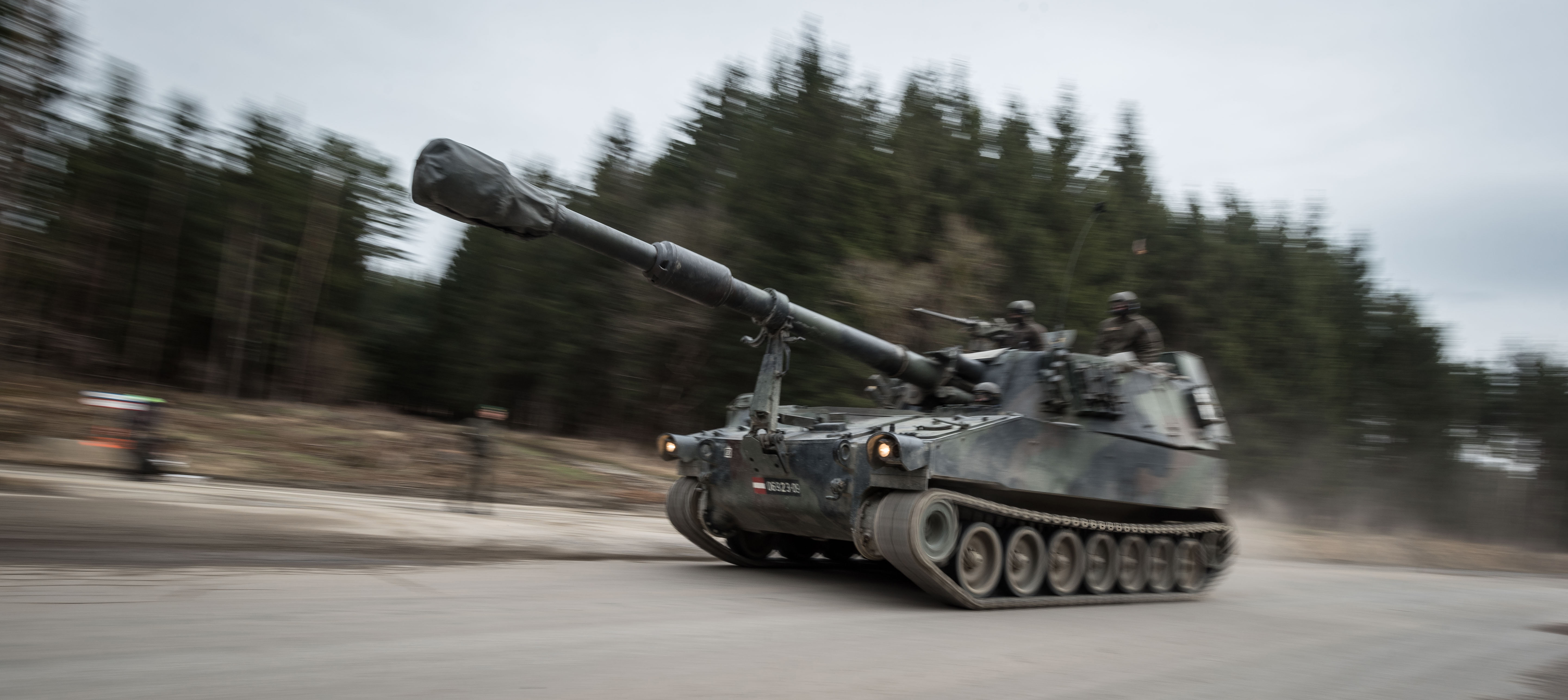
Panzerhaubitze M109 des Bundesheeres
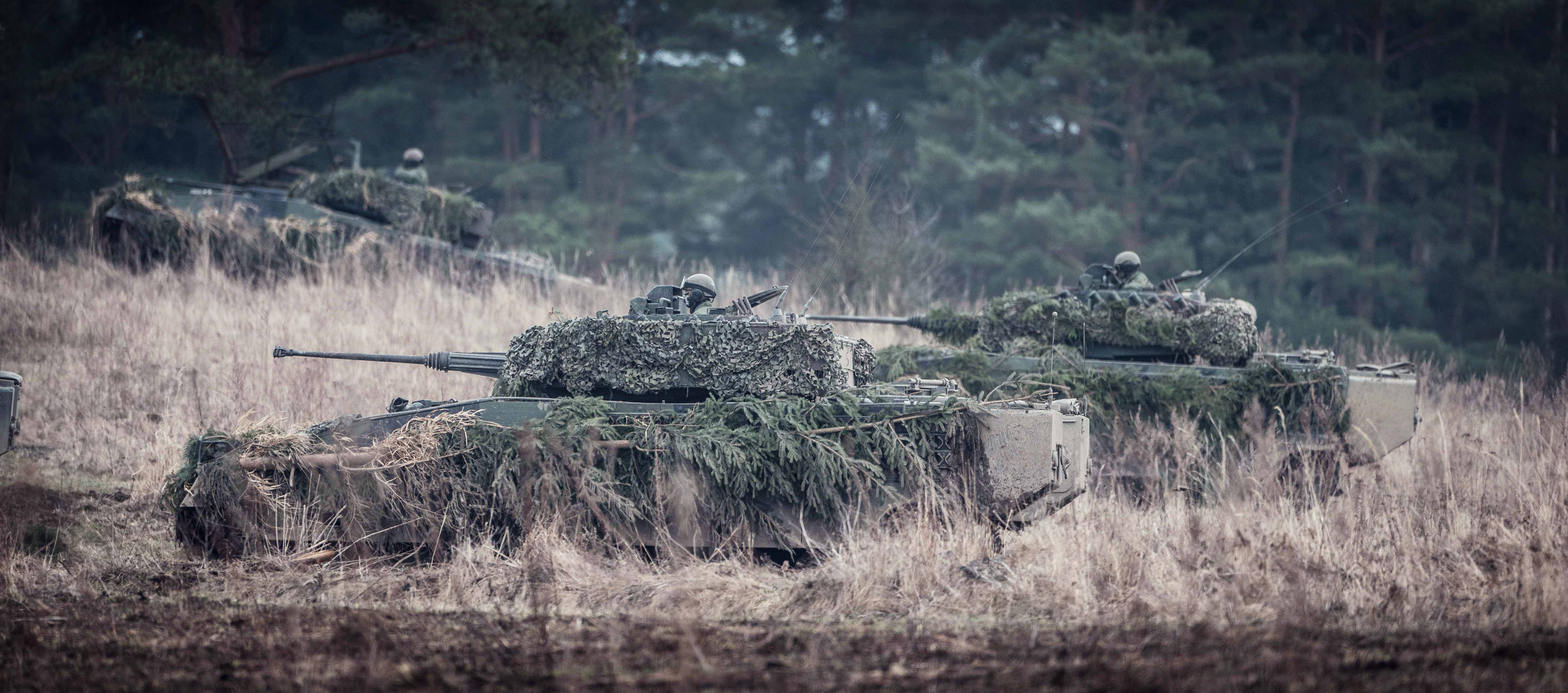
Österreichische Ulan Schützenpanzer bei einem Übungsschießen

## Einsätze
Die 3. Jägerbrigade kommt gezielt zur militärischen Landesverteidigung im Inland und im Ausland zum Einsatz. Zusätzlich wird sie auch bei Katastrophen und Unglücksfällen, wie Lawinen, Muren und Hochwasser, eingesetzt. Weitere Aufgaben sind die Ausbildung von Kontingenten für friedensunterstützende Einsätze im Ausland, wie etwa im Kosovo oder in Bosnien.

## Kommandanten
- Oberstleutnant/Oberst Franz Zejdlik 1956–1964
- Oberst/Brigadier Paul Dernesch 1964–1970
- Oberst dG Ernst Maerker 1970–1976
- Oberst dG Josef Marolz 1976–1979
- Oberst dG Karl Majcen (mit der Führung betraut) 1979
- Oberst dG Richard Bondi 1979–1981
- Oberst dG Kurt Pirker 1981–1984
- Oberst dG Wilhelm Figl 1984–1986
- Oberst dG/Brigadier Karl-Heinz Fitzal 1986–1992
- Oberstleutnant dG Dieter Jocham (m.d.F.b.) 1992
- Oberst dG/Brigadier Edmund Entacher 1992–2001
- Oberstleutnant dG Kurt Wagner (m. d. F. b.) 2001–2003
- Oberst dG/Brigadier Karl Pronhagl 2003–2009
- Brigadier Anton Wessely 2009–2014[5]
- Oberst Franz Langthaler 2014
- Brigadier Bruno Günter Hofbauer 2014–2015[6]
- Brigadier Christian Habersatter 2015–2019
- Oberst dG Karl Krasser 2019–2020
- Brigadier Christian Habersatter 2020–